# Viceministerio de MYPE e Industria
El Viceministerio de MYPE e Industria del Perú es el Despacho Viceministerial dependiente del Ministerio de la Producción encargado de la normalización industrial, calidad, ordenamiento de productos fiscalizados, promoción de la actividad industrial, cooperativas, MYPE y comercio interno.

## Funciones
- Formular, coordinar, ejecutar y supervisar la política de desarrollo productivo para la MYPE, industria, cooperativas y comercio interno, así como para la innovación productiva para los Centros de Innovación Productiva y Transferencia Tecnológica, de conformidad con la respectiva política nacional;
- Proponer planes nacionales y sectoriales, programas y proyectos, así como las estrategias e instrumentos para su implementación, en el marco de la Política Nacional y Sectorial de Desarrollo Productivo;
- Proponer o aprobar normas, lineamientos, directivas, entre otros, de alcance nacional sobre el desarrollo de las actividades vinculadas a la industria, MYPE, cooperativas y comercio interno, así como de las cadenas productivas, conglomerados, clúster, parques, áreas, zonas y espacios industriales, entre otros, vinculados al desarrollo industrial y productivo;
- Promover la inversión privada a nivel descentralizado para el desarrollo productivo, a través de asociaciones público-privadas, entre otros, en el marco de la normativa vigente;
- Proponer o aprobar medidas para promover el comercio interno y las inversiones vinculadas al mismo, simplificando las cadenas de comercialización; así como orientar y facilitar la organización del comercio interno en cadenas productivas;
- Coordinar, orientar y supervisar las actividades que desarrollan los órganos y programas del Ministerio, bajo su competencia y los organismos públicos adscritos del subsector MYPE y subsector industria y comercio interno:
- Proponer las políticas, lineamientos y normas para la innovación productiva y transferencia tecnológica;
- Promover la normalización técnica y la calidad total
- Promover y difundir el desarrollo y consumo interno de los productos del Sector Industrial elaborados en el Perú
- Proponer o aprobar programas y proyectos orientados a contrarrestar el uso indebido de insumos químicos y productos fiscalizados, en el marco de la normatividad vigente; así como participar en las etapas de su normalización industrial y el ordenamiento de productos fiscalizados bajo su competencia.

## Estructura
- Dirección General de MYPE y Cooperativas
- Dirección General de Industria

## Lista de viceministros

### Viceministros de Industria
- Iván Rivera Flores (1980-1983)
- Jaime García Díaz (1993-1996)
- Carlos Maza Rodríguez (2001-2002)
- Carlos Zamorano Macchiavello (2002-2004)
- Antonio Castillo Garay (2004-2006)
- Jorge Alfredo Pancorvo Corcuera (2006-2007)
- Carlos Reynaldo Ferraro Rey (2007-2008)

### Viceministros de MYPE e Industria
- Carlos Reynaldo Ferraro Rey (2008-2009)
- Edgar Auberto Quispe Remón (2009)[1]
- José Luis Chicoma Lúcar (2009-2010)
- Hugo Rodríguez Espinoza (2010-2011)[2]
- Julio Guzmán Cáceres (2011)
- Gladys Triveño Chanjan (2011-2012)
- Magali Silva Velarde-Álvarez (2012-2013)
- Francisco Grippa Zárate (2013-2014)
- Sandra Doig Díaz (2014)[3]
- Carlos Gustavo Carrillo Mora (2014-2016)
- Juan Carlos Mathews Salazar (2016-2017)[4]
- Marco Javier Velarde Bravo (2017-2018)
- Javier Enrique Dávila Quevedo(2018-2019)
- Óscar Miguel Graham Yamahuchi (2019)
- José Salardi Rodríguez (2019-2020)
- Wilson Paul Falen Lara (2020-)
- César Manuel Quispe Luján (2024 - a la fecha)[5]